# Pogorzelce (stacja kolejowa)
Pogorzelce (biał. Пагарэльцы; ros. Погорельцы) – stacja kolejowa w miejscowości Pogorzelce, w rejonie nieświeskim, w obwodzie mińskim, na Białorusi. Leży na linii Moskwa - Mińsk - Brześć.
Stacja powstała w XIX w. pomiędzy stacjami Horodziej a Baranowicze.